# Slangenleer

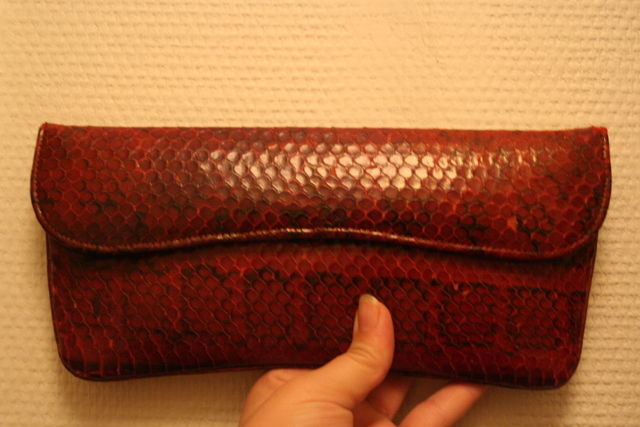
Een tasje gemaakt van rood slangenleer

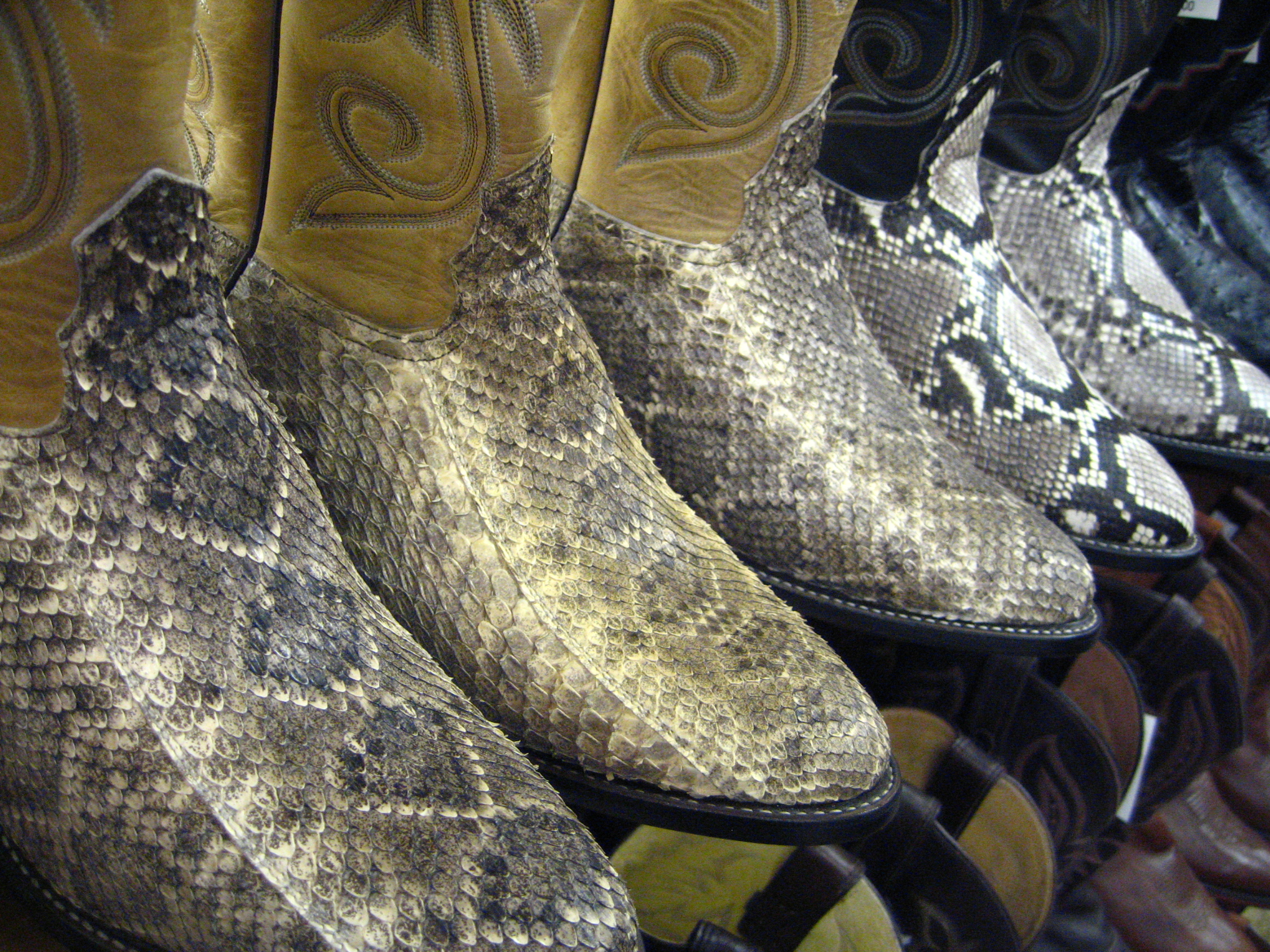
Laarzen van slangenleer

Slangenleer is een materiaal gemaakt van de huid van slangen. Met name grotere soorten worden gebruikt, zoals verschillende pythons.
Slangenleer wordt verkregen door slangen te kweken in zogenaamde 'slangenfarms', net zoals krokodillenleer wordt verkregen door gefokte exemplaren uit krokodillenfarms. Omdat slangenleer veel geld waard is, worden slangen echter ook illegaal gedood om de huid (stroperij).